# Outriaz
Outriaz település Franciaországban, Ain megyében. Lakosainak száma 258 fő (2022. január 1.). Outriaz Lantenay, Vieu-d’Izenave és Champdor-Corcelles községekkel határos.

## Népesség
A település népességének változása:
| Lakosok száma | 225  | 255  | 275  | 285  | 256  | 265  | 260  | 258  | 258  | 258  |
|               | 1968 | 1982 | 1990 | 2006 | 2013 | 2015 | 2017 | 2019 | 2020 | 2022 |